# Kaplica w Nowinach Horynieckich
Kaplica w Nowinach Horynieckich - kaplica leśna, miejsce od wielu lat otoczone kultem w związku legendą, która podaje, że objawiać się tu miała Matka Boska. Miejscem tym opiekują się mieszkańcy Nowin Horynieckich, a także OO. Franciszkanie z Horyńca Zdroju. 

## Lokalizacja
Kaplica usytuowana jest w lesie, na polanie u podnóża wzniesienia Buczyna, niecały kilometr od wsi Nowiny Horynieckie. Postawiona została na jednym ze źródeł, którego wody słyną z leczniczych właściwości (szczególnie korzystnych dla oczu). Według legendy źródło to wypłynęło po pojawieniu się tutaj Matki Boskiej. Do kaplicy można także dostać się szlakiem turystycznym im. Brata Alberta, który ma swój początek przy klasztorze Franciszkanów w Horyńcu. Trasa ta mierzy w przybliżeniu 3 kilometry. 

## Legenda
Według tradycji dnia 12 czerwca 1636 r. miało miejsce pierwsze objawienie Matki Boskiej. Troje dzieci pochodzących z domu Sadowych (dwie dziewczynki i jeden chłopiec) z Nowin Horynieckich tego dnia pasło krowy nad rzeką Sołotwą w Słotwinie. W pewnym momencie spostrzegły u stóp wzgórza jasność. Z tego światła, jak później opowiadały ludziom z wioski, miała wyłonić się "piękna Pani w białych szatach z niebieską przepaską" i powiedzieć do nich: "Nie bójcie się, dzieci! Przychodźcie często i módlcie się. Powiedzcie ludziom, żeby tu także przychodzili się modlić. Jeżeli będą się modlić szczerze, Pan Bóg sprawi, by nawała wojenna, która się zbliża, nie dotknęła tej okolicy". Dzieci po tym wydarzeniu powróciły do wioski i zrelacjonowały wszystko mieszkańcom Nowin. Objawienia miały miejsce jeszcze dwa razy: 2 sierpnia I 8 września 1636 r. Postawiono więc drewniany krzyż, przy którym miejscowa ludność miała się modlić. Niepokój w tamtym czasie wzbudzały wojska Chmielnickiego, które jednak ominęły wieś, zgodnie z obietnicą Matki Boskiej.

## Budowa kapliczki

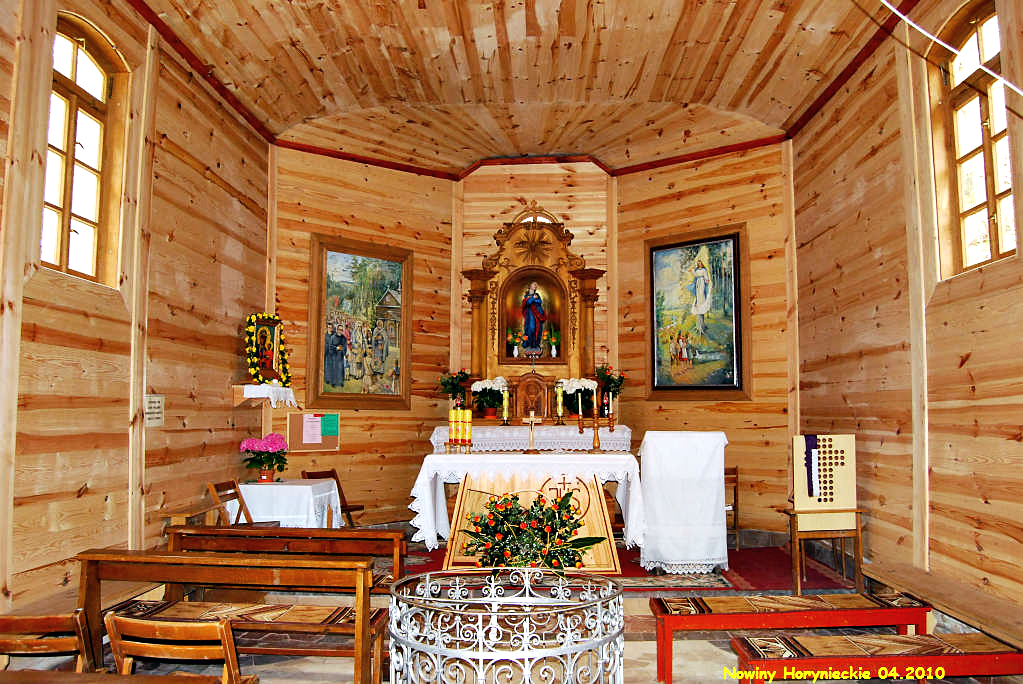
Wnętrze kaplicy

W 1868 r.  w miejscu objawienia wybudowano kamienną kapliczkę, jednak została ona usytuowana na podmokłym gruncie, dlatego szybko uległa zniszczeniu. Ponadto mogła pomieścić jedynie kilka osób. W 1896 r. postawiono dużą drewnianą kaplicę na kamiennym fundamencie. Budowę prowadzono pod kierownictwem ojca Feliksa Bogaczyka. W dniu 13 czerwca 1897 r. odprawiona była tutaj pierwsza Msza Święta przez o. Placyda Krupińskiego. W czasie I i II wojny światowej kapliczka została kilka razy obrabowana i sprofanowana przez rosyjskich żołnierzy. Do 1948 r. nie prowadzono żadnych prac remontowych, ponieważ obawiano się ataku UPA. Później skupiono się na stopniowej odbudowie uszkodzonej świątyni. Obecna kaplica jest efektem wielu prac, które rozpoczęto w 1979 r. Na placu niedaleko kapliczki znajduje się również ołtarz polowy, przy którym w czasie lata odprawiane są nabożeństwa. 

### Figura Matki Bożej Niepokalanego Poczęcia
Najbardziej rozpoznawalnym elementem ołtarza wewnątrz kaplicy jest łaskami słynąca figura Matki Bożej Niepokalanego Poczęcia, która została stworzona przez nieznanego rzeźbiarza w drewnie lipowym najprawdopodobniej w II połowie XVIII wieku (wskazywać mogą na to cechy stylu rokokowego). Figura ma 110 cm wysokości. Według legendy powstała ona na zastępstwo krzyża, który ludzie z Nowin postawili, aby modlić się do Matki Boskiej zgodnie z jej prośbą.  

### Źródełko
Wewnątrz kaplicy, na środku posadzki, znajduje się również źródełko mieszczące się w odpowiednio wykonanej niszy, która została otoczona żelazną, kutą balustradą. Woda wypływająca ze źródła jest w pewnym stopniu zmineralizowana.

## Pielgrzymki
Od lat kapliczka jest odwiedzana przez pielgrzymów, którzy chcą się pomodlić w miejscu kultu Matki Boskiej. Co roku, w związku z odprawianą mszą w wigilię odpustu św. Antoniego Padewskiego, 13 czerwca pojawiają się tłumy ludzi przyjeżdżających z okolicznych i dalszych miejscowości. Przybywają również goście z zagranicy. 